# Challenger de Tigre 2022
Il Challenger de Tigre 2022 è stato un torneo maschile di tennis professionistico. Era la 1ª edizione del torneo, facente parte della categoria Challenger 50 nell'ambito dell'ATP Challenger Tour 2022. Si è svolto dal 3 al 9 gennaio 2022 sui campi in terra rossa del Club Náutico Hacoaj di Tigre, in Argentina.
Era inoltre uno dei tornei del circuito Dove Men + Care Legión Sudamericana, organizzato dall'ex tennista Horacio de la Peña con la collaborazione delle federazioni tennistiche di alcuni paesi sudamericani per garantire un maggior numero di tornei ai propri giocatori e fornire loro maggiori opportunità di mettersi in luce.

## Partecipanti

### Teste di serie
| Nazionalità | Giocatore                     | Ranking* | Testa di serie |
| ----------- | ----------------------------- | -------- | -------------- |
| Argentina   | Guido Andreozzi               | 271      | 1              |
| Argentina   | Santiago Fa Rodríguez Taverna | 302      | 2              |
| Argentina   | Genaro Alberto Olivieri       | 313      | 3              |
| Cile        | Gonzalo Lama                  | 322      | 4              |
| Argentina   | Hernán Casanova               | 325      | 5              |
| Spagna      | Carlos Gimeno Valero          | 329      | 6              |
| Argentina   | Facundo Díaz Acosta           | 338      | 7              |
| Italia      | Luciano Darderi               | 341      | 8              |

* Ranking al 27 dicembre 2021.

### Altri partecipanti
I seguenti giocatori hanno ricevuto una wild card per il tabellone principale:
- Valerio Aboian
- Juan Manuel La Serna
- Lautaro Midón

Il seguente giocatore è entrato in tabellone come alternate:
- Mariano Kestelboim

I seguenti giocatori sono passati dalle qualificazioni:
- Leonardo Aboian
- Alec Deckers
- Murkel Dellien
- Federico Agustín Gómez
- Tomás Lipovšek Puches
- José Pereira

## Campioni

### Singolare
Santiago Fa Rodríguez Taverna ha sconfitto in finale  Facundo Díaz Acosta con il punteggio di 6–4, 6–2.

### Doppio
Conner Huertas del Pino /  Mats Rosenkranz si sono aggiudicati il torneo per il ritiro in finale di  Facundo Díaz Acosta /  Matías Franco Descotte sul punteggio di 5–6 nel corso del primo set.